# Distretto di Kama
Il distretto di Kama è un distretto dell'Afghanistan appartenente alla provincia del Nangarhar. Viene stimata una popolazione di 38 909 abitanti (stima 2016-17).